# Gric de Prat
Pour les articles homonymes, voir Gric et Prat.
Gric de Prat est un groupe de musique occitane, créé en 1994.
Gric de Prat propose dans ses concerts, des récits  bilingues occitan/français, des chants traditionnels,de la musique populaire et aussi savante. Le répertoire varie entre le romancero occitan traditionnel et les compositions aux accents modernes, mi-rock mi-trad. Leur musique est innovante, basée sur des recherches approfondies sur les traditions occitanes. Le directeur artistique du groupe est Eric Roulet, diplômé de l ABRSM (Associated Board royal School of music),qui avait déjà publié en 1995 l'essai Pour une action culturelle occitane en Aquitaine: étude statistique et propositions (Princi Negre, 1995).
Le groupe a produit en 1998 une première compilation musicale (25 titres) dans le CD  Suus camins de Garona.
En 2009 ils ont sorti le CD Viatge en Aquitània , dans lequel le groupefait revivre, entre autres, des pièces de Pierre Gaviniès, Jean-Joseph Cassanéa de Mondonville, Franz Beck et Charles Tessier, ainsi que La Dama d'Aragó, une des plus anciennes chansons catalanes.
Puis en 2010, grâce à l'aide de l'Iddac, du Conseil général de la Gironde, du Conseil régional d'Aquitaine et du ministère de la Culture, Gric de Prat se produit au théâtre du Pont Tournant à Bordeaux et sort un livre-CD du spectacle Bordèu, contes et musiques du Bordeaux gascon (Éditions de l'Entre-deux-Mers)  
Leur CD 6 titres " Viatge " produit pour les 20 ans sur la scène occitane du Taillan/Médoc est chroniqué dans la revue Trad Mag (numéro 163 Septembre/Octobre 2015).
Eric et Nathalie Roulet ont également publié un autre livre, résultat de leurs recherches : Cultures et Musiques populaires en Gascogne, Éditions Princi Néguer, Belin-Beliet (Gironde), 2005,.
2016 :Sortie du livre-CD « Contes d'un doman acabat » éditions Sud-Ouest : récits gascons d'Eric et Nathalie Roulet, accompagnés par la musique électroacoustique de Jean-Michel Rivet
2017 : Prix de l'Académie nationale des Sciences, Belles-Lettres et Arts de Bordeaux pour le livre « Contes d’un doman acabat »
2019 : Création du spectacle "Aquitània", découverte du Moyen Âge occitan chants de troubadours aquitains (Jaufré Rudel, Guilhem IX de Poitiers, Bernat de Ventador, Guiraut de Bournelh) et histoire de la perte du Duché d'Aquitaine.(1453)
2021 : création « Musiciens Oubliés des Pays d’Oc » Causerie-concert en duo : récits, chants et extraits d’œuvres baroques de compositeurs occitans
2023 : sortie du CD live « Musiciens Oubliés des Pays d’Oc »  (prise et traitement du son par Jean-Michel Rivet)
2024 :   sortie du CD « Aquitània » - 5 titres-

## Membres du groupe
Les musiciens depuis 2015
- Eric Roulet (conteur, compositeur, bohaire, flûtiste et pifraire)
- Nathalie Roulet-Casaucau (chanteuse et guitariste)
- Anne Hubert (guitares, flûte baroque, basse électrique)
- Eli Roulet (batteur, école Dante- Agostini à Bordeaux)